# Kenny Loggins
Kenneth Clark Loggins, detto Kenny (Everett, 7 gennaio 1948), è un cantautore e chitarrista statunitense.

## Biografia
È ricordato per il suo contributo a colonne sonore di successo: con i brani I'm Alright, Mr. Night, Lead the Way e Make the Move nel film Palla da golf 1980, Footloose e I'm Free (Heaven Helps The Man) nella colonna sonora del film Footloose di Herbert Ross del 1984, Double or Nothing nel film Rocky 4 del 1985, Danger Zone & Playing With The Boys dal film Top Gun del 1986, Meet Me Half Way dal film Over the Top del 1987, Nobody's Fool nel film Due palle in buca del 1988 (sequel di Palla da golf) e la romantica For the First Time dal film Un giorno, per caso del 1996.
Nel 1969 compone il suo primo brano 'House at the Pooh Corner', che viene fatto incidere dalla Nitty Gritty Dirt Band.

## Carriera
Kenny Loggins inizia la sua carriera da cantante nel 1970 insieme a Jim Messina con il duo Loggins and Messina, un sodalizio forte e ricco di successi che si chiuderà poi nel 1976, per intraprendere (l'anno successivo) la sua carriera da solista con l'album Celebrate Me Home del 1977.
Nel 1985 partecipa ad USA for Africa, un supergruppo di 45 celebrità della musica pop tra cui Michael Jackson, Lionel Richie, Stevie Wonder e Bruce Springsteen, cantando We Are the World prodotta da Quincy Jones e incisa a scopo benefico. I proventi raccolti con We Are the World furono devoluti alla popolazione dell'Etiopia, afflitta in quel periodo da una disastrosa carestia. Il brano vinse il Grammy Award come "canzone dell'anno", come "disco dell'anno", e come "miglior performance di un duo o gruppo vocale pop".

## Concerti Live Registrati
Kenny Loggins ha realizzato diversi concerti live, incisi sia su VHS, sia su DVD, in particolare Alive (1980) , il concerto benefico "Live AID" (1985) con la partecipazione di altri noti artisti del panorama musicale mondiale ; "Live from the Grand Canyon" del (1992) , "Return to Pooh Corner - The Concert Video" (1994) , "Outside from the Redwoods" del (1993). 

## Collaborazioni  e Riconoscimenti
Kenny Loggins, nei suoi lavori musicali, ha collaborato con vari artisti della westcoast music e non solo. Fra essi: David Foster, James Newton Howard, Richard Page (Pages & Mr. Mister), Steve George (Pages & Mr. Mister), Toto (Steve Lukather, Jeff Porcaro, Steve Porcaro, David Paich), Bill Champlin (Chicago), Michael Jackson (Who's Right, Who's Wrong, canzone che si trova nell'album Keep the Fire), David Pack (Ambrosia), Michael McDonald, Steve Perry (Journey), Richard Marx, Greg Philliganes, David Sanborn, Michael Ruff, Philip Bailey degli Earth, Wind & Fire (nell'album Vox Humana), Lee Ritenour, Steve Gadd.
What a Fool Believes è inserita nell'album Minute By Minute dei Doobie Brothers ed è stata pluripremiata: "canzone dell'anno" 1979, "miglior arrangiamento vocale maschile" nel 1980.
Ha scritto e composto canzoni da Grammy Awards, come What a Fool Believes, scritta in collaborazione con il suo amico (cantautore e musicista) Michael McDonald (ex componente dei Doobie Brothers). 
Il suo nome è stato inserito nella Hollywood Walk of Fame di Los Angeles il 23 agosto 2000.

## Vita privata
Kenny Loggins sposò Julia Cooper nel 1992 e la coppia divorziò nel 2004. Ebbero due figli insieme. Scrissero anche un libro, The Unimaginable Life che fu composto da lettere che i due si erano scritti. The Unimaginable Life è anche una meravigliosa opera musicale, paragonabile (per molti versi) al capolavoro Leap of Faith: infatti, questi lavori si somigliano molto nella struttura armonico/melodica e negli arrangiamenti.
Precedentemente Loggins è stato sposato con Eva Ein dal 1978 al 1990. Con lei ebbe tre figli: il più vecchio si chiama Crosby Loggins che incise il suo primo cd nel 2007 dal titolo We All Go Home. Crosby nel 2008 è stato votato come il vincitore del reality show di MTV Rock the Cradle.
Loggins ha un cugino, il cantante e compositore Dave Loggins.
Kenny dimora a Santa Barbara, nel cuore della West-coast side statunitense. 

## Discografia

### Album in studio
- Celebrate Me Home (1977)
- Nightwatch (1978)
- Keep the Fire (1979)
- High Adventure (1982)
- Vox Humana (1985)
- Back to Avalon (1988)
- Leap of Faith (1991)
- Return to Pooh Corner (1994)
- The Unimaginable Life (1997)
- December (1998)
- More Songs from Pooh Corner (2000)
- It's About Time (2003)
- How About Now (2007)
- All Join In (2009)